# Stichodactyla haddoni
Espèce
L’Anémone de Haddon (Stichodactyla haddoni) est une espèce d’anémones de mer de la famille des Stichodactylidés. Cette espèce est nommée en hommage à Alfred Cort Haddon (1855-1940).